# Sergi Moreno
Sergi Moreno Marin (* 25. November 1987 in Escaldes-Engordany) ist ein andorranischer Fußballspieler, der zunächst für die unterklassigen spanischen Vereine Gimnástica Alcázar und Hellín Deportivo spielte. 2011 wechselte er nach Italien zu USD Forte dei Marmi. In der ersten Hälfte von 2012 spielte er für den neunmaligen albanischen Meister KS Vllaznia Shkodra.
Für die Nationalmannschaft Andorra bestritt er seit 2004 insgesamt 71 Länderspiele.